# Biosensors & Bioelectronics
Biosensors & Bioelectronics, скорочено Biosens. Bioelectron. - науковий журнал, який видає Elsevier. Журнал був заснований у 1985 році під назвою Biosensors і змінив назву на Biosensors & Bioelectronics у 1990 році. Зараз журнал публікує дванадцять номерів на рік. Biosensors & Bioelectronics є провідним журналом з досліджень, проектування, розробки та застосування біосенсорів і біоелектроніки. Імпакт-фактор у 2019 році склав 10,257.

## деталізації
1. 1 2 3  The ISSN portal — Paris: ISSN International Centre, 2005. — ISSN 0956-5663
2. 1 2  Website der Zeitschrift; abgerufen am 15. Juli 2020.